# Volver Volver
Volver Volver (span. für Zurück Zurück) ist ein von dem Komponisten Fernando Z. Maldonado verfasstes Lied, das 1973 in Mexiko zum „Lied des Jahres“ gekürt wurde. In deutscher Version wurde es unter dem Titel Mehr und mehr von Nana Mouskouri aufgenommen und erschien auf ihrem 2004 publizierten Album Ich Hab Gelacht, Ich Hab Geweint.

## Handlung
Das Lied erzählt die Geschichte einer vergangenen Liebe, deren Scheitern vom Erzähler erst jetzt schmerzhaft realisiert wird (Nos dejamos hace tiempo pero me llegó el momento de perder; dt. Wir haben uns schon lange getrennt, doch der Schmerz des Verlustes wird mir erst jetzt bewusst) und der sich seine verflossene Liebe sehnlichst zurückwünscht (Y me muero por volver y volver volver volver a tus brazos otra vez; dt. in etwa Und ich vergehe vor Sehnsucht nach dir und will wieder in deine Arme zurück).

## Aufnahmen
Das Lied wurde von zahlreichen bekannten mexikanischen und internationalen Künstlern aufgenommen. Die Originalversion wurde 1972 von Vicente Fernández aufgenommen und der offizielle Videoclip bereits mehr als 117 Millionen Mal bei YouTube abgerufen.

### Weitere Aufnahmen (Auswahl)
- Camilo Sesto (1973)[5]
- Chavela Vargas (1973)[6]
- Lola Flores (1974)[7]
- Pedro Vargas (1974)[8]
- Antonio Aguilar (1975)[9]
- María Dolores Pradera (1976)[10]
- Nana Mouskouri (1987)[11]
- Luis Miguel (1989)[12]
- Linda Ronstadt (1991)[13]
- Texas Tornados (1991)[14]
- The Mavericks (1995)[15]
- Plácido Domingo (1997)[16]
- Lucero (1999)[17]
- Ana Gabriel (2004)[18]
- Shaila Dúrcal (2006)[19]
- Concha Buika (2008)[20]